# Monica Z
Monica Z è un film drammatico biografico, ispirato alla vita dell'attrice Monica Zetterlund e diretto da Per Fly.

## Trama
La pellicola ripercorre la vita della cantante e attrice Monica Zetterlund nel decennio per lei frenetico degli anni sessanta.

## Riconoscimenti
Guldbagge - 2013
Miglior regista a Per Fly
Miglior attrice a Edda Magnason
Miglior attore non protagonista a Sverrir Gudnason
Migliori costumi a Kicki Ilander
Candidatura a miglior film
Candidatura a migliore fotografia a Eric Kress
Candidatura a migliore scenografia a Josefin Åsberg
Candidatura a migliore musica originale a Peter Nordahl